# Кшижановиці (Сілезьке воєводство)
Кшижановіце (пол. Krzyżanowice) — село в Польщі, у гміні Кшижановиці Рациборського повіту Сілезького воєводства.
Населення — 2015 осіб (2011).
У 1975-1998 роках село належало до Катовицького воєводства.

## Демографія
Демографічна структура станом на 31 березня 2011 року:
|          | Загалом | Допрацездатний вік | Працездатний вік | Постпрацездатний вік |
| -------- | ------- | ------------------ | ---------------- | -------------------- |
| Чоловіки | 944     | 171                | 680              | 93                   |
| Жінки    | 1071    | 161                | 703              | 207                  |
| Разом    | 2015    | 332                | 1383             | 300                  |